# Cylindrobullidae
Cylindrobullidae is een familie van weekdieren uit de klasse van de Gastropoda (slakken).

## Geslacht
- Cylindrobulla P. Fischer, 1857